# Tinodes caputaquae
Tinodes caputaquae is een schietmot uit de familie Psychomyiidae. De soort komt voor in het Palearctisch gebied.